# Somaliland thuộc Ý
Somaliland thuộc Ý (tiếng Ý: Somalia italiana, tiếng Ả Rập: الصومال الإيطالي Al-Sumal Al-Italiy, tiếng Somalia: Dhulka Talyaaniga ee Soomaalida), đôi khi cũng được gọi là Somalia thuộc Ý là một trong những thuộc địa của Vương quốc Ý tại Sừng châu Phi. Cai trị trong thế kỷ 19 bởi Somali Vương quốc Hồi giáo Majeerteen và Vương quốc Hồi giáo Hobyo, lãnh thổ sau này được mua lại vào những năm 1880 bởi Ý thông qua hiệp ước khác nhau.
Năm 1936, khu vực này được hợp nhất vào Đông Phi thuộc Ý như một phần của Đế quốc Ý. Điều này kéo dài đến năm 1941, trong chiến tranh thế giới thứ hai. Somaliland thuộc Ý sau đó thuộc quyền quản lý của quân đội Anh cho đến năm 1949, trở thành ủy thác Liên Hợp Quốc, Lãnh thổ ủy thác của Somaliland dưới thời chính quyền Ý. Vào ngày 1 tháng 7 năm 1960, Lãnh thổ Ủy thác Somaliland hợp nhất theo lịch trình với sự bảo hộ Somaliland trước đây để thành lập Cộng hòa Somalia.